# Варела, Франсиско
Франси́ско Хавье́р Варе́ла Гарси́я (исп. Francisco Javier Varela García, 7 сентября 1946, Талькауано — 28 мая 2001, Париж) — чилийский биолог, философ и специалист в нейронауках, наиболее известный концепцией применения аутопоэзиса к биологии, разработанной совместно с Умберто Матураной.
Один из основателей энактивизма и нейрофеноменологии. Практиковал буддийскую медитацию и изучал буддийскую философию. Принимал активное участие в улучшении взаимоотношений между наукой и духовностью. Стал одним из основателей института «Ум и жизнь».

## Биография
Франсиско Варела родился 7 сентября 1946 года в Талькауано. Он получил классическое образование в Немецком лицее в Сантьяго, после чего в 1964—1966 гг. обучался в Медицинской школе при Католическом университете Чили, а в 1966—1967 гг. проходил обучение на факультете науки Чилийского университета, где в 1967 году получил степень магистра (MS) по биологии. Здесь он познакомился с нейробиологом Умберто Матураной, который в дальнейшем стал его учителем.
Ещё студентом Варела увлёкся философией. Он читал труды Аристотеля, Ортеги-и-Гассета, Сартра, а также крупнейших представителей феноменологии — Гуссерля, Хайдеггера, Мерло-Понти. В январе 1968 года Варела по примеру своего учителя Матураны поступил в Гарвардский университет, где в июне 1970 года получил степень PhD, защитив под руководством будущего лауреата Нобелевской премии по физиологии и медицине Торстена Визеля докторскую диссертацию по биологии об обработке информации, получаемой сложным глазом насекомого. После окончания Гарвардского университета ему поступили предложения занять должность исследователя в Гарварде и должность доцента в другом престижном американском университете, но он отказался от них и 2 сентября 1970 года вернулся в Сантьяго, где занял должность доцента, предложенную ему факультетом науки Чилийского университета. Через два дня после его возвращения президентом Чили был избран Сальвадор Альенде, которого Варела поддерживал. Вскоре после этого Варела вместе с Матураной создал теорию аутопоэзиса.
В результате военного переворота 11 сентября 1973 года к власти в Чили пришёл Пиночет, и Варела был вынужден эмигрировать из Чили вместе с женой и тремя детьми сначала в Коста-Рику, а затем в США. В последующие два десятилетия Варела вместе со своей семьей сменил пятнадцать мест проживания в пяти странах на трёх континентах. Переехав в США, он до 1978 года работал доцентом в Медицинской школе при Колорадском университете, где одновременно занимался преподаванием и научными исследованиями. В 1978—1979 гг. Варела в течение одного года проработал в лаборатории исследования мозга Медицинской школы при Нью-Йоркском университете. В 1980 году он вернулся в Чили, где оставался вплоть до 1985 года (с однолетним перерывом в 1984 году, проведённым им в Институте исследований мозга Общества Макса Планка во Франкфурте).
С 1986 года Варела обосновался в Париже, где сначала работал в Институте нейронаук и занимал должность профессора когнитивной науки и эпистемологии в Центре прикладных эпистемологических исследований (CREA) при Политехнической школе, а затем с 1988 года до момента своей смерти работал на посту директора Лаборатории когнитивной психофизиологии в Национальном центре научных исследований.
В начале 1990-х годов Варела заразился гепатитом С. В мае 1998 года он благополучно перенёс операцию по пересадке печени, однако 28 мая 2001 года скончался от гепатита на пике своей научной карьеры в окружении родных. У него осталась жена Эми Коэн Варела, их сын Габриэль, а также трое детей от первой жены Леонор — дочери Алехандра, Леонор и сын Хавьер. Одна из дочерей Франсиско Варелы — актриса Леонор Варела.

## Научная деятельность
Американский психолог Элеанор Рош, хорошо знавшая Франсиско Варелу и тесно с ним сотрудничавшая, называет Варелу «мыслителем-новатором» и выделяет три аспекта вклада Варелы в науку:
- создание теории аутопоэзиса совместно с Умберто Матураной и дальнейшее её развитие;
- создание новой методологии исследования сознания путём интеграции в науку методов от первого лица, заимствованных из феноменологии и буддистской медитации;
- активное участие в налаживании диалога между западной наукой и буддизмом.

### Теория аутопоэзиса
Матурана и Варела разработали теорию аутопоэзиса за год с небольшим совместной напряжённой работы — с конца 1970 по конец 1971 года. Они пытались понять связь между циклической природой метаболизма живых существ и их когнитивной деятельностью. Эти учёные не были согласны с тем, что понятие информации играет ключевую роль для понимания устройства мозга и познания, и считали, что для понимания биологических процессов данное понятие не требуется. Матурана высказал идею, что нервная система живых существ способна спонтанно генерировать собственные условия отношения к окружающей среде. Термин «аутопоэзис» был впервые использован Варелой в мае 1971 года под влиянием Хосе М. Булнеса, опубликовавшего диссертацию о Дон Кихоте. Матурана и Варела использовали этот термин для обозначения абсолютно новой концепции. В переводе с греческого он означает буквально «самопроизводство». Согласно данной теории, живые системы сами себя организуют и обладают способностью сохранять свою идентичность в окружающей их среде. Аутопоэзис представляет собой минимальную форму автономии, которая является необходимой и достаточной характеристикой биологической жизни. 

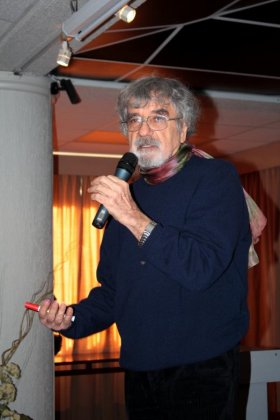
Чилийский биолог Умберто Матурана, соавтор теории аутопоэзиса

К 15 декабря 1971 года они подготовили текст на английском языке под названием «Аутопоэзис и познание: организация живых существ» («Autopoiesis and Cognition: The Realization of the Living»). Первоначально научное сообщество отвергло эту работу. Матурана и Варела послали её к пяти издателям и во многие международные научные журналы, но все они заявили, что публикация данного текста невозможна. Поспособствовал публикации один из основоположников кибернетики и видных представителей конструктивизма Хайнц фон Фёрстер — когда Хайнц в 1973 году был в Чили, он помог существенно переписать текст предлагаемой статьи а затем передал текст в редакцию журнала «Biosystems», где он был членом редакционного совета. Статья была опубликована в журнале в 1974 году.

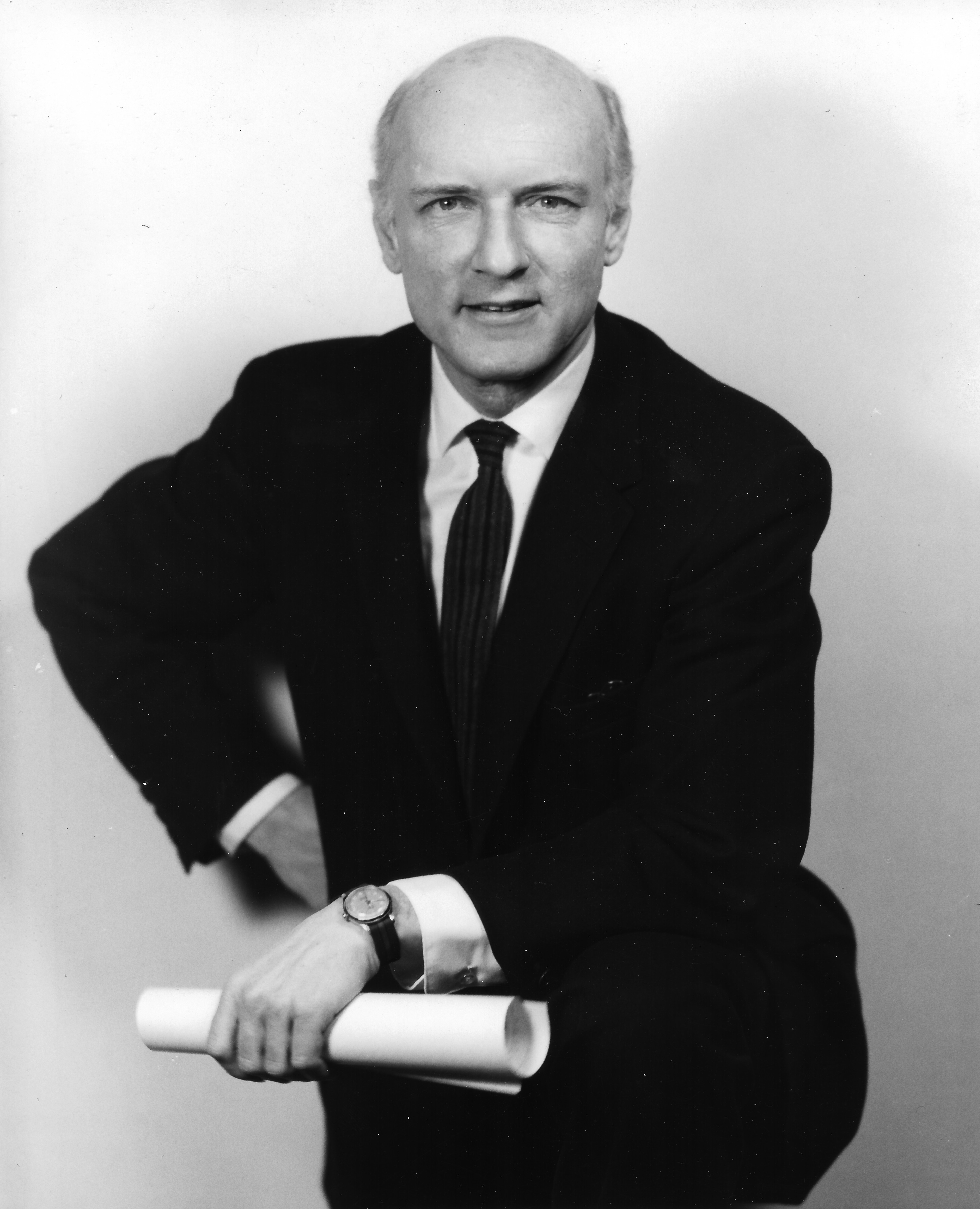
Один из основоположников кибернетики Хайнц фон Фёрстер, поспособствовавший первой публикации статьи об аутопоэзисе

 Признание научного сообщества теория аутопоэзиса получила в начале 1980-х годов.

### Исследования сознания от первого лица
Варела часто любил рассказывать, как ещё студентом в апреле 1966 года ввалился в лабораторию Умберто Матураны и с энтузиазмом заявил, что хочет «изучать роль сознания во вселенной», на что Матурана ответил ему: «Мой
мальчик, вы попали как раз туда, куда следует».
В последующие годы жизни Варелы исследования сознания стали одним из главных направлений его научной деятельности. Он активно поддерживал множество междисциплинарных групп, которые занимались исследованиями сознания. В 1970-80-е годы он работал в Университете Наропы и был почётным членом Линдисфарнской ассоциации. В дальнейшем он выступил одним из учредителей созданной в 1994 году Ассоциации научных исследований сознания и незадолго перед смертью активно рассматривал возможность своего председательства на собрании этой ассоциации в 2002 году. Кроме того, Варела оказывал серьёзную поддержку Центру исследований сознания в Аризонском университете в Тусоне, работал в редакции журнала Journal of Consciousness Studies и сыграл ключевую роль в создании журнала «Phenomenology and the Cognitive Sciences».
В исследованиях сознания Варела отстаивал необходимость использования методов от первого лица. В этих целях он предлагал использовать феноменологию путём её вывода за пределы сугубо философского контекста и включения в научный контекст. Другим важным направлением Варела считал использование буддийской медитации. Он доказывал, что за тысячелетия развития данной практики её последователи сумели добиться результатов, которые могут принести большую пользу молодой западной науке, которая занимается исследованиями сознания не более ста последних лет. Варела опубликовал ряд собственных работ на тему исследований от первого лица и выступил редактором нескольких сборников статей по данной тематике, написанных его единомышленниками.
Одна из ключевых работ Варелы по данной тематике — программная статья под названием «Neurophenomenology: A Methodological Remedy for the Hard Problem», в которой он заложил основы нейрофеноменологии — нового направления в научных исследованиях сознания, направленного на решение трудной проблемы сознания.

### Диалог между западной наукой и буддизмом
Франсиско Варела начал заниматься буддийской практикой с 1974 года. При этом он стремился наладить контакты между западными учёными и последователями буддизма для совместного изучения сознания. В конце 1970-х годов Варела провёл несколько мероприятий в Университете Наропы, которые были направлены на реализацию данной цели. В 1979 году Университет Наропы получил грант от Фонда Альфреда Слоуна для финансирования первой в истории западной науки конференции, посвящённой данной тематике. В этой конференции приняли участие 25 учёных из ведущих научных центров США, занимавшихся мейнстримной философией сознания, нейробиологией, экспериментальной психологией, лингвистикой, искусственным интеллектом.

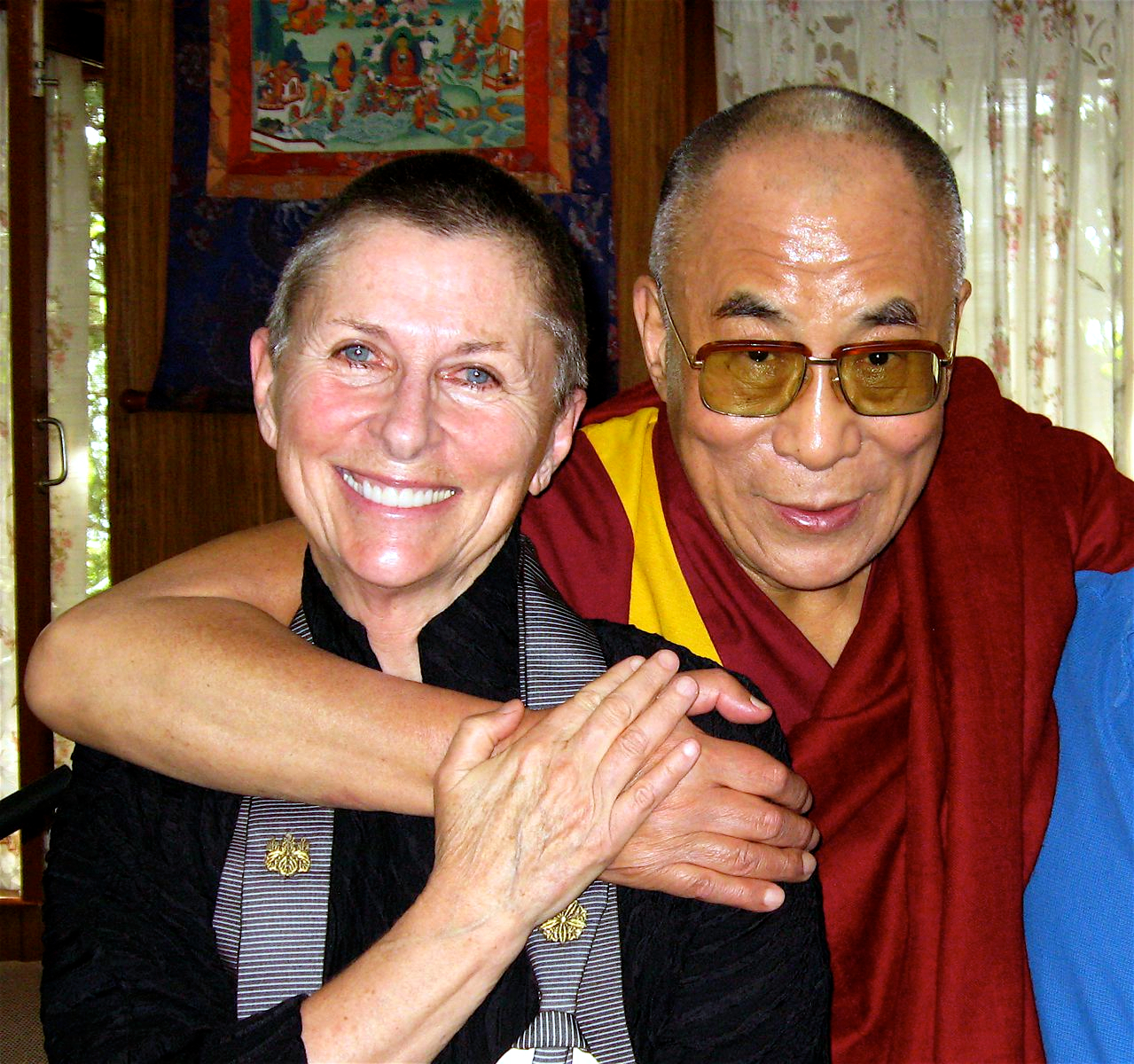
Джоан Халифакс и Далай-лама XIV

В 1983 году Варела впервые встретился с Его Святейшеством Далай-ламой на Европейском форуме Альпбах, который был посвящён сознанию. Далай-лама XIV был очень рад представившейся возможности дискуссии с известным нейроучёным, и Варела решил продолжить их научный диалог в будущем. Весной 1985 года
глава фонда Оджай Джоан Халифакс, хорошо знавшая Варелу, предложила ему объединить усилия с интересовавшимся буддизмом американским бизнесменом и юристом Адамом Энглом и другом Энгла Майклом Саутманом для организации конференций с участием Далай-ламы XIV и ведущих западных учёных. В октябре 1985 года Халифакс, Варела, Энгл и Саутман встретились в офисе фонда Оджай, где договорились об организации конференций, на которых будут обсуждаться науки о сознании и жизни и буддийское учение. В течение двух последующих лет Варела, Энгл, Саутман и офис Его Святейшества Далай-ламы вели подготовительные работы. При этом Энгл взял на себя роль координатора по общим вопросам, а Варела — роль научного координатора. В октябре 1987 года в Дхарамсале состоялась первая конференция «Ум и жизнь» с участием специалистов в области нейробиологии из ведущих исследовательских центров мира, на которой обсуждался обширный круг тем, включая научный метод, нейробиологию, когнитивную психологию, искусственный интеллект, развитие мозга и эволюцию.
В дальнейшем конференции «Ум и жизнь» стали проводиться регулярно и получили репутацию самого важного мероприятия по взаимодействию между западной наукой и буддизмом в мире. Первые десять конференций носили непубличный характер, а затем, начиная с состоявшейся в 2003 году одиннадцатой конференции, они стали публичными. Во время третьей конференции, состоявшейся в 1990 году, Клиффорд Сарон, Ричард Дэвидсон, Франсиско Варела, Грегори Симпсон и Алан Уоллас инициировали исследовательский проект для изучения эффектов медитации, достигаемых в ходе длительной практики. Так был создан «Институт Ум и жизнь», который возглавил Адам Энгл.

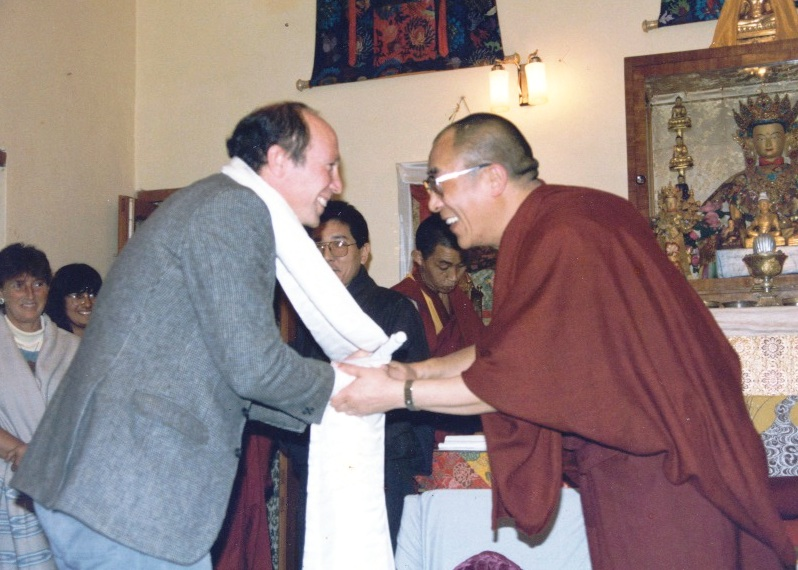
Адам Энгл получает церемониальный шарф от Далай-ламы XIV, Дхарамсала, Индия, 1987 г.

На первом этапе финансирование этого проекта обеспечили благотворительная организация «Hershey Family Foundation» и Институт Фетцера. За два с половиной десятилетия своего существования «Институт Ум и жизнь» организовал множество контактов и координации между исследователями эффектов, которые длительные занятия медитацией оказывают на мозг, биологию и поведение человека. Одним из важнейших достижений «Института Ум и жизнь» является создание нового направления исследований — созерцательной науки, — в котором принимают участие как крупнейшие мировые учёные, так и молодые специалисты. Эти учёные провели десятки пилотных исследований, по результатам которых опубликовали более 200 статей в научных журналах, глав и книг. Объём финансирования для продолжения данных исследований к 2016 году превысил 15 миллионов долларов.
Начиная с 2004 года, «Институт Ум и жизнь» ежегодно присуждает учёным, занимающимся исследованиями в области созерцательной науки, премии имени Варелы (Francisco J. Varela Awards for Contemplative Research) в размере до 15 тысяч долларов каждому победителю.

## Восприятие и критика
Концепция аутопоэзиса оказала влияние на исследования за рамками теоретической биологии, в том числе на когнитивную науку, исследования в области искусственного интеллекта, семейную психотерапию, юриспруденцию и социологию. В социальных науках наиболее известное применение концепции связывается с работами социолога Никласа Лумана, идеи аутопоэзиса использовал философ и психоаналитик Феликс Гваттари.
Американский философ сознания и когнитивный учёный Дэниел Деннетт признал, что Варела повлиял на его взгляды, однако отметил, что считает Варелу слишком революционным и обескураживающим буддистом. Чилийский нейроучёный Адриан Паласиос и чилийский биолог Хуан Басигалупо охарактеризовали Франсиско Варелу как одного из самых выдающихся нейроучёных и великого человека. По их словам, он придал науке широкую и интегративную перспективу, внеся вклад во множество областей: от математики до эпистемологии, от иммунологии до нейронауки. Варела испытал сильнейшее влияние буддизма и стремился улучшить отношения между наукой и духовностью. Буддолог, заведующая Сектором восточных философий ИФ РАН В. Г. Лысенко, называя книгу Ф. Варелы, Э. Томпсона и Э. Рош «Воплощенный ум» эпохальной, выражает мнение, что благодаря данной работе «буддийские теории сознания и психики прочно вошли в научный обиход». Российский философ Елена Князева в своей изданной в 2014 году книге отметила, что Франсиско Варела и в настоящее время продолжает оставаться флагманом исследований и одним из наиболее цитируемых авторов в философии сознания и когнитивной науке.
Аутопоэзис является одним из критериев разграничения между живыми организмами и неживой материей, используемых различными учёными, техниками и исследователями жизни, поскольку общепринятый критерий такого разграничения в настоящее время отсутствует. В то же время различной критике подвергаются как изначальная версия концепции — попытка определения и объяснения жизни, — так и многие её расширительные трактовки — применение аутопоэзиса к самоорганизующимся системам в общем или социальным системам в частности. Категорически против распространения биологических моделей аутопоэзиса в социальных науках и использования моделей эмерджентности для осмысления социальных процессов высказался и сам Франсиско Варела в одном из интервью.
Критика аргументируется тем, что концепция аутопоэзиса не способна определить или объяснить живые системы и процесс зарождения жизни, не учитывает биологическую эволюцию. С точки зрения критиков, использование самореферентности без опоры на внешнюю сущность является попыткой обосновать радикальный конструктивизм или солиптическую эпистемологию Матураны, или то, что Золо, Данило назвал «бездушной теологией». Примером может служить утверждение Матураны и Варелы что «мы не видим того, что мы не видим, а что мы не видим — не существует», или то, что реальность — это изобретение наблюдателей. Модель аутопоэзиса, пишет Род Свенсон, «таинственно отделена от физического мира своими прародителями … [и поэтому] базируется на солиптических основаниях, которые бросают вызов и здравому смыслу, и научному знанию».

### Избранная библиография
- 1980 (with Humberto Maturana). Autopoiesis and Cognition: The Realization of the Living. Boston: Reidel.
- 1979. Principles of Biological Autonomy. North-Holland.
- 1998 (1987) (with Humberto Maturana). The Tree of Knowledge: The Biological Roots of Human Understanding. Boston: Shambhala Press.
- 1991 (with Evan Thompson and Eleanor Rosch). The Embodied Mind: Cognitive Science and Human Experience. MIT Press.
- 1992 (with P. Bourgine, eds.). Towards a Practice of Autonomous Systems: The First European Conference on Artificial Life. MIT Press.
- 1992 (with J. Hayward, eds.). Gentle Bridges: Dialogues Between the Cognitive Sciences and the Buddhist Tradition. Boston: Shambhala Press.
- 1993 (with D. Stein, eds.). Thinking About Biology: An Introduction to Theoretical Biology. Addison-Wesley, SFI Series on Complexity.
- 1997 (ed.). Sleeping, Dreaming and Dying. Boston: Wisdom Book.
- 1996-99. Invitation aux sciences cognitives. Paris: Seuil.
- 1999. Ethical Know-How: Action, Wisdom and Cognition. Stanford University Press.
- 1999 (with J. Shear, eds.). The View from Within: First-Person Methodologies in the Study of Consciousness. London: Imprint Academic.
- 1999 (with J. Petitot, B. Pachoud, and J-M. Roy, eds.). Naturalizing Phenomenology: Contemporary Issues in Phenomenology and Cognitive Science. Stanford University Press.

На русском языке
- Матурана У., Варела Ф. Древо познания: Биологические корни человеческого понимания / Пер. с англ. Ю. А. Данилова. — М.: Прогресс-Традиция, 2001. — 224 с. — ISBN 5-89826-103-6.

### О Франсиско Вареле
- About the Mind and Life Institute // The New Physics and Cosmology: Dialogues with the Dalai Lama / Edited and narrated by Arthur Zajonc with the assistance of Zara Houshmand. — 1st Edition. — Oxford University Press, 2004. — P. 227—233. — 264 p. — (The Mind and Life Series). — ISBN 978-0-19-515994-3.
- About the Mind and Life Institute // Mind and Life: Discussions with the Dalai Lama on the Nature of Reality / Pier Luigi Luisi with the assistance of Zara Houshmand. — 1st Edition. — New York: Columbia University Press, 2011. — P. 201—206. — 232 p. — (Columbia Series in Science and Religion). — ISBN 978-0-231-14550-3.
- Bob Mugerauer. 7. Maturana and Varela: From Autopoiesis to Systems Applications // Traditions of Systems Theory: Major Figures and Contemporary Developments / Edited by Darrell P. Arnold. — Routledge, 2014. — P. 158—178. — 386 p. — (Routledge Studies in Library and Information Science). — ISBN 978-0-415-84389-8.
- Evan Thompson. Waking, Dreaming, Being: Self and Consciousness in Neuroscience, Meditation, and Philosophy. — Columbia University Press, 2015. — 496 p. — ISBN 978-0-231-13709-6.